# Seznam zápasů české a kanadské hokejové reprezentace
Toto je seznam zápasů české a kanadské hokejové reprezentace na ZOH a MS.

## Lední hokej na olympijských hrách
| Datum      | Číslo | Česko | Výsledek | Zápas       | ZOH  | Místo            | Branky České republiky                                      |
| ---------- | ----- | ----- | -------- | ----------- | ---- | ---------------- | ----------------------------------------------------------- |
| 23.2. 1994 | 1     | Česko | 2:3 PP   | čtvrtfinále | 1994 | Gjøvik           | Otakar Janecký • Jiří Kučera                                |
| 20.2. 1998 | 2     | Česko | 2:1 SN   | semifinále  | 1998 | Nagano           | Jiří Šlégr • Robert Reichel (rozhodující SN)                |
| 18.2. 2002 | 3     | Česko | 3:3      | ZS          | 2002 | West Valley City | 2x Martin Havlát • Jiří Dopita                              |
| 21.2. 2006 | 4     | Česko | 2:3      | ZS          | 2006 | Turín            | Pavel Kubina • Petr Čajánek                                 |
| 17.2. 2018 | 5     | Česko | 3:2 SN   | ZS          | 2018 | Kangnung         | Dominik Kubalík• Michal Jordán • Jan Kovář (rozhodující SN) |
| 24.2. 2018 | 6     | Česko | 4:6      | o 3. místo  | 2018 | Kangnung         | 2x Roman Červenka • Martin Růžička • Jan Kovář              |

## Mistrovství světa v ledním hokeji
| Datum     | Číslo | Česko | Výsledek | Zápas         | MS   | Místo       | Branky České republiky                                                                        |
| --------- | ----- | ----- | -------- | ------------- | ---- | ----------- | --------------------------------------------------------------------------------------------- |
| 1.5.1993  | 1     | Česko | 5:1      | 3. místo      | 1993 | Mnichov     | 2x Petr Rosol • Jiří Doležal • Tomáš Kapusta • Josef Beránek                                  |
| 5.5.1994  | 2     | Česko | 2:3      | čtvrtfinále   | 1994 | Milán       | Martin Straka • Jiří Kučera                                                                   |
| 6.5.1995  | 3     | Česko | 1:4      | o 3. místo    | 1995 | Stockholm   | Pavel Geffert                                                                                 |
| 5.5.1996  | 4     | Česko | 4:2      | finále        | 1996 | Vídeň       | 2x Robert Lang • Martin Procházka • Jiří Kučera                                               |
| 7.5.1997  | 5     | Česko | 5:3      | sem. skupina  | 1997 | Helsinky    | 3x Vladimír Vůjtek • Martin Procházka • Rostislav Vlach                                       |
| 12.5.1999 | 6     | Česko | 1:2      | 1. semifinále | 1999 | Lillehammer | Pavel Kubina                                                                                  |
| 13.5.1999 | 7     | Česko | 6:4      | 2. semifinále | 1999 | Lillehammer | 2x Radek Dvořák • Pavel Kubina • Pavel Patera • Martin Ručinský • David Výborný               |
| 3.5.2000  | 8     | Česko | 2:1      | ZS            | 2000 | Petrohrad   | Michal Sýkora • Jiří Dopita                                                                   |
| 12.5.2000 | 9     | Česko | 2:1      | semifinále    | 2000 | Petrohrad   | David Výborný • Robert Reichel                                                                |
| 8.5.2001  | 10    | Česko | 4:2      | OS            | 2001 | Hannover    | 2x Pavel Kubina • Robert Reichel • Filip Kuba                                                 |
| 5.5.2002  | 11    | Česko | 5:1      | OS            | 2002 | Jönköping   | Petr Čajánek • Jan Hrdina • Michal Sýkora • Pavel Patera • Rostislav Klesla                   |
| 9.5.2003  | 12    | Česko | 4:8      | semifinále    | 2003 | Helsinky    | 2x Robert Reichel • Milan Hejduk • Radek Duda                                                 |
| 3.5.2004  | 13    | Česko | 6:2      | OS            | 2004 | Praha       | 2x Josef Beránek • Jiří Dopita • Martin Ručinský • Václav Prospal • Milan Kraft               |
| 15.5.2005 | 14    | Česko | 3:0      | finále        | 2005 | Vídeň       | Václav Prospal • Martin Ručinský • Josef Vašíček                                              |
| 14.5.2006 | 15    | Česko | 6:4      | OS            | 2006 | Riga        | Petr Hubáček • David Výborný • Tomáš Plekanec • Zbyněk Irgl • Jaroslav Balaštík • Martin Erat |
| 6.5.2007  | 16    | Česko | 3:4 PP   | OS            | 2007 | Mytišči     | Marek Židlický • Tomáš Plekanec • Rostislav Olesz                                             |
| 30.4.2009 | 17    | Česko | 1:5      | OS            | 2009 | Kloten      | Aleš Hemský                                                                                   |
| 18.5.2010 | 18    | Česko | 3:2      | OS            | 2010 | Mannheim    | Lukáš Kašpar • Jaromír Jágr • Jakub Klepiš                                                    |
| 12.5.2013 | 19    | Česko | 1:2      | ZS            | 2013 | Stockholm   | Petr Koukal                                                                                   |
| 12.5.2014 | 20    | Česko | 3:4      | ZS            | 2014 | Minsk       | Roman Červenka • Jiří Novotný • Tomáš Hertl                                                   |
| 4.5.2015  | 21    | Česko | 3:6      | ZS            | 2015 | Praha       | Martin Erat • Martin Zaťovič • Vladimír Sobotka                                               |
| 16.5.2015 | 22    | Česko | 0:2      | semifinále    | 2015 | Praha       | Ne                                                                                            |
| 5.5.2017  | 23    | Česko | 1:4      | ZS            | 2017 | Paříž       | Lukáš Radil                                                                                   |
| 25.5.2019 | 24    | Česko | 1:5      | semifinále    | 2019 | Bratislava  | Tomáš Zohorna                                                                                 |
| 28.5.2022 | 25    | Česko | 1:6      | semifinále    | 2022 | Tampere     | David Krejčí                                                                                  |
| 23.5.2023 | 26    | Česko | 1:3      | ZS            | 2023 | Riga        | Martin Kaut                                                                                   |
| 21.5.2024 | 27    | Česko | 3:4 PP   | ZS            | 2024 | Praha       | Dominik Kubalík • Ondřej Palát • Roman Červenka                                               |
| Zdroj     |       |       |          |               |      |             |                                                                                               |

## Světový pohár v ledním hokeji
| Datum     | Číslo | Česko | Výsledek | Zápas      | SP   | Místo   | Branky České republiky                      |
| --------- | ----- | ----- | -------- | ---------- | ---- | ------- | ------------------------------------------- |
| 11.9.2004 | 1     | Česko | 3:4 PP   | semifinále | 2004 | Toronto | Petr Čajánek • Martin Havlát • Patrik Eliáš |
| 18.9.2016 | 2     | Česko | 0:6      | ZS         | 2016 | Toronto | Ne                                          |